# 上山藩
上山藩（かみのやまはん）は、江戸時代、出羽国（羽前国）村山郡の上山（現在の山形県上山市）周辺を領有した藩。1622年、松平重忠が立藩。藩庁は上山城に置かれた。

## 概要
元和8年（1622年）、能見松平家の松平重忠が4万石で入部し上山藩を立藩。寛永3年（1626年）に摂津三田藩へ転封となる。
寛永3年（1626年）、蒲生忠知（陸奥会津藩主蒲生忠郷の弟）が藩主となる。寛永5年（1628年）に土岐頼行が2万5000石で入部。
元禄5年（1692年）、飛騨高山藩から金森頼旹が3万8700石で入ったが、元禄10年（1697年）6月に美濃郡上藩へ転封。
元禄10年（1697年）9月15日、備中庭瀬藩から松平信通が3万石で入る。
明治元年12月7日（グレゴリオ暦1869年1月19日）、藩の属する村山郡が出羽国から分割され、羽前国の所属となる。
明治4年7月14日（1871年8月19日）、廃藩置県により上山藩は廃藩し、上山県となる。松平信安は藩知事を免官される。

## 藩史
上山は、北は山形藩、南は米沢藩に隣接する羽州街道の要衝であり、長禄2年（1458年）には上山温泉が発見され、温泉宿場町として早くから繁栄を遂げた。上山は最上氏が支配していた頃から重要拠点のひとつと見なされており、戦国時代には伊達氏と最上氏がこの地をめぐって争うことも少なくなかった。慶長5年（1600年）の慶長出羽合戦で、上杉景勝の家臣直江兼続は2万5000を数える大軍を擁しながら、上山城を守る最上氏の家臣・里見民部率いるわずか1000の兵の前に大敗を喫した。しかし里見民部は後に最上義光と対立して出奔し、その後には坂光秀、次いで最上光広（義光の五男）が入った。しかし義光死後、最上氏内部では家督争いが絶えず、遂に元和8年（1622年）、最上氏は最上騒動と呼ばれるお家騒動を理由に改易された。
その後の同年1622年、上山には能見松平家の松平重忠が4万石で入り、上山藩を立藩した。重忠は城下町や交通路の整備を行なって藩政の基礎を固めようとしたが、4年後の寛永3年（1626年）に摂津三田藩へ転封となる。
寛永2年（1625年）、下十日町に「下の大湯」（共同浴場）がつくられる。
その後、蒲生忠知（陸奥会津藩主蒲生忠郷の弟）が4万石で入ったが、忠郷が翌年に嗣子なくして病死したため、忠知は伊予松山藩へ転封され忠郷の遺跡を継ぐこととなった。
寛永4年（1627年）、山形藩主の鳥居忠政が一時的に治めた。
寛永5年（1628年）に土岐頼行が2万5000石で入部する。寛永6年（1629年）、沢庵和尚が上山に配流され3年間在居した。その間、土岐家の丁寧にもてなされたとされる。
寛永18年（1641年）、蔵王山が大噴火したとされている。
延宝6年（1678年）に土岐頼行は隠居して、次男の頼殷が跡を継いだ。頼殷は元禄4年（1691年）に1万石加増の上で大坂城代を務め、翌年2月に越前野岡藩へ転封となった。土岐家は2代にわたって上山を支配したが、その間に城下町と交通路（特に難所であった「がらめき峠」の改修工事）の整備、鉱業や新田の開発、神社仏閣の建立、産業の奨励、用水路の建設など、上山の発展に大きな治績を残している。
元禄5年（1692年）、飛騨高山藩から金森頼旹が3万8700石で入ったが、元禄10年（1697年）6月に美濃郡上藩へ転封となった。
元禄10年（1697年）9月15日、備中庭瀬藩から松平信通が3万石で入り、ようやく藩主家が安定する。しかし小藩にありがちの財政難が延享年間から発生し、百姓一揆も頻発した。
延享4年（1747年）には五巴徒党一揆、明和8年（1771年）には逃散一揆、天保5年（1834年）には徳政一揆が起こって、合計8名が処刑された。
文化6年（1809年）、藩主松平信行の家臣である増戸武兵衛により、天神丁広福寺内に藩校・天輔館が設立された。天保11年（1840年）に校名が明新館と改められ、仲丁に独立の校舎が設けられた。
幕末になると幕府に重用され、大坂警備や江戸市中警備に出兵した。慶応2年には洋式兵学を取り入れた。慶応3年12月、江戸市中で浪人による放火が相次ぎ、その主犯が薩摩藩であることを突き止め、時の藩主松平信庸は自ら兵を率いて薩摩藩邸を攻撃した。これに出羽庄内藩、武蔵岩槻藩、越前鯖江藩が同行した（江戸薩摩藩邸の焼討事件）。
慶応4年（1868年）戊辰戦争が始まり、4月11日白石会議への参加を経て、同年5月3日奥羽越列藩同盟に参加。同盟方針に従い、旧幕府軍として総督・山村求馬率いる洋式軍隊を出羽久保田藩に派兵し、新政府軍と交戦する。7月に山村求馬は出羽新庄藩の裏切りにより戦死。その後は庄内藩と行動をともにして久保田城を包囲した（秋田戦争）。また、飛び地であった七日市が長岡に近かったため、北越戦争に巻き込まれ、別働隊を長岡に派遣した。
しかしながら、1868年9月4日に米沢藩が新政府に降伏すると、同月15日に米沢方面からの攻撃を恐れて上山藩も降伏恭順した。9月18日に新政府軍が上山城に入城。9月19日に庄内藩征討軍（薩摩藩・米沢藩）が上山に入る。同年旧暦9月18日、上山藩は新政府軍（奥羽鎮撫総督府側）として総勢80余名の庄内藩征討軍を編成し寒河江方面に出陣、長岡山で激戦を展開した（長岡山の戦い）。。
天保暦で慶応4年9月8日（新暦1868年10月23日）に明治改元。
明治元年12月7日（グレゴリオ暦1869年1月19日）、藩の属する村山郡が出羽国から分割され、羽前国の所属となる。
明治元年12月22日（1869年2月3日）、戊辰戦争後の処分により上山藩は3万石から2万7千石に減封され、藩主・松平信庸は謹慎隠居し、家督は異母弟・信安に譲られた。領地の一部が酒田民政局の管轄となる。
明治2年6月17日に勅許された版籍奉還に基づき、同年6月20日、藩が所有していた土地（版）と人民（籍）が朝廷に返還された。松平信安が上山藩知事となる。
明治4年7月14日（1871年8月19日）、廃藩置県により上山藩は廃藩し、上山県となる。松平信安は藩知事を免官される。
明治4年11月2日（1871年12月13日）、第1次府県統合で村山郡・最上郡が山形県の管轄となり、上山県消滅。
明治11年（1878年）11月1日 - 郡区町村編制法が山形県で施行し、村山郡のうち山形など7町84村については南村山郡の行政区画となった。同日、村山郡が消滅となる。
明治14年10月1日、明治天皇が巡幸で上山付近を通過。昼食休憩を十日町の河合長六宅で取る。
1889年（明治22年）4月1日、町村制施行に伴い南村山郡上山鶴脛町、上山十日町、上山二日町、上山新丁、上山裏町、上山北町、長清水村、河崎村が合併して上山町が発足。また、旧上山藩領には、西郷村、本荘村、東村、宮生村、中川村が発足する。
当時の軍楽隊であった上山藩鼓笛楽隊が上山藩鼓笛楽保存会として現存しており、当時の洋式軍隊と軍楽隊の保存会が存在する数少ない地域である。

## 歴代藩主

### 松平（能見）家[3]
4万石 譜代
1. 重忠
2. 重直

### 蒲生家[3]
4万石 外様
1. 忠知

### 土岐家[3]
2万5000石→3万5000石 譜代
1. 頼行
2. 頼殷

### 金森家[3]
3万8700石 外様
1. 頼旹

### 松平（藤井）家[3]
3万石 譜代
1. 信通
2. 長恒
3. 信将
4. 信亨
5. 信古
6. 信愛
7. 信行
8. 信宝
9. 信庸
10. 信安

## 上山藩の家臣団[3]
松平（藤井）家
- 中村新右衛門（藩士）
- 金子万嶽（家老）
- 金子清邦（家老）
- 山村求馬（家老）
- 五十嵐于拙（藩士）

## 出身著名人
- 大森治豊 - 医学者、福岡医科大学初代学長
- 奥山虎章 - 医学者、水産学者
- 向坂兌 - 弁護士
- 国井庫 - 衆議院議員、弁護士、山形新聞社社長

## 幕末の領地[3]
- 出羽国（羽前国）
  - 村山郡のうち - 37村（うち7村は第1次酒田県に編入）
- 越後国
  - 刈羽郡のうち - 21村
  - 三島郡のうち - 33村